# Robin Peter
Robin Peter (Erlabrunn, 31 juli 1987) is een Duits voetbaltrainer. Peter begon in 2011 met trainen bij de jeugdopleiding van RB Leipzig waar hij tot februari 2024 diverse jeugdteams onder zijn hoede had. Ondertussen studeerde hij sportwetenschappen aan de Universiteit Leipzig. 

In de zomer van 2024 werd Peter aangesteld als hoofdtrainer van FC Emmen. Op 25 januari 2025 maakte FC Emmen bekend dat ze in overleg met Peter hebben besloten de samenwerking te beëindigen. In het voorjaar van 2025 is de Duitser kort assistent-trainer bij Cercle Brugge geweest. Op 14 juli 2025 tekende Peter een contract bij ADO Den Haag voor twee seizoenen.